# Имотско поље
Имотско поље је крашко поље између Далмације у Хрватској и Херцеговине у БиХ. Захвата површину од 95 км², правцем северозапад-југоисток на дужини од 33,3 километра и ширине 1-6 километара. Састоји се из два дела — Горњег поља (22,8 км²) и Доњег поља (72,2 км²). Доње је најчешће плављено, а у југоисточном делу може се издвојити још једно мање поље - Грудско (10 км²).
Кроз Имотско поље тече неколико река — Ричина, Врљика, Грудски поток, чије се воде губе у понорима или пресушују током лета. Најважнија је вишеимена Ричина, Сија или Суваја (јер пресушује), која се улива у Блато (у западном делу поља). Одатле истиче као Јаруга и улива се у Врљику, која извире у северозападноом делу поља, тече до југоисточног дела где понире и избија као Тихаљина, наставља као Младе, те се као Требижат улива у реку Неретву. Прокопавањем тунела успостављена је вештачка веза између Врљике и Тихаљине. Због мале пропусне моћи понора поплаве су биле честе, што је прокопавањем тунела ограничено. Грудски поток тече према југоисточном делу поља.
Дно поља налази се на око 260 метара надморске висине и сачињено је од доломита. Урушавањем кречњачких стена створене су бројне провалије током времена, а данас су оне испуњене водом и представљају мала језера. Становништво се у прошлости највише бавило гајењем кукуруза, а данас нарочито је распрострањена винова лоза и дуван. Највеће насеље је Имотски према коме је поље и добило назив. Тле Грудског поља је знатниим делом испрано, па је мале вредности за пољопривреду, па је зато деломично покривено шумом.
Такође, поље је и познато под именом Имотско-бекијско, по крају Бекији који се налази у западној Херцеговини. Територијално, у Хрватској се налази 45 км², а у Босни и Херцеговини 50 км² поља.